# Diócesis de Darjeeling
La diócesis de Darjeeling (en latín: Dioecesis Darieelingen(sis) y en inglés: Roman Catholic Diocese of Darjeeling) es una circunscripción eclesiástica de la Iglesia católica en India. Se trata de una diócesis latina, sufragánea de la arquidiócesis de Calcuta. Desde el 14 de junio de 1997 su obispo es Stephen Lepcha.

## Territorio y organización
La diócesis tiene 9521 km² y extiende su jurisdicción sobre los fieles católicos de rito latino residentes en el estado de Sikkim y en el distrito de Darjeeling del estado de Bengala Occidental. También comprende Bután.
La sede de la diócesis se encuentra en la ciudad de Darjeeling, en donde se halla la Catedral de la Inmaculada Concepción. 
En 2021 en la diócesis existían 60 parroquias.
Se cree que hay alrededor de 1000 católicos en Bután, en donde los cristianos de todas las denominaciones están sujetos a discriminación. La religión oficial es el budismo y se ha negado la entrada a las misiones católicas. Es ilegal que los cristianos celebren servicios públicos y a los sacerdotes a menudo se les niegan las visas para ingresar al país. La Constitución de Bután protege la libertad de religión de los ciudadanos butaneses en el artículo 7.4, pero el proselitismo está prohibido.
El primer sacerdote católico nacido en Bután, Kinley Tshering, S.I., fue ordenado en 1986 y está incardinado en la diócesis de Darjeeling. Como ciudadano butanés viaja libremente por el país y celebra la misa de Navidad con el pretexto de su cumpleaños el 24 de diciembre. También se cree que es el primer converso del budismo a la fe cristiana en Bután.

## Historia
La misión sui iuris de Sikkim fue erigida el 15 de febrero de 1929 con el breve In longinquis del papa Pío XI separando territorio del vicariato apostólico de Tatsienlou (hoy diócesis de Kangding) en Sichuan (China Occidental) y de la diócesis de Calcuta (hoy arquidiócesis de Calcuta).
El 16 de junio de 1931 la misión sui iuris fue elevada al rango de prefectura apostólica con el breve Literis apostolicis del papa Pío XI.
El 15 de agosto de 1947 el Raj británico llegó a su fin con la creación de dos naciones: India y Pakistán, quedando Darjeeling dentro de India.
El 8 de agosto de 1962, en virtud de la bula Quem ad modum del papa Juan XXIII, la prefectura apostólica incorporó algunos territorios que habían pertenecido a la arquidiócesis de Calcuta y al mismo tiempo fue elevada a diócesis y asumió su nombre actual.
Dos órdenes religiosas, los jesuitas en 1963 y los salesianos en 1965, fueron invitadas por el gobierno de Bután para abrir escuelas y el cristianismo solo se permitió oficialmente en 1965. Los salesianos fueron expulsados en febrero de 1982 por cargos controvertidos de proselitismo. El único misionero católico al que se le permitió permanecer en el país, desde 1963 hasta su muerte en 1995, fue el jesuita nacido en Canadá William Mackey, quien abrió varias escuelas secundarias y el preuniversitario Sherubtse College. Como su misión era construir un sistema educativo moderno en el país, no intentó ninguna conversión.
El 16 de mayo de 1975 Sikkim dejó de ser un país independiente y fue incorporado a India.
El 20 de enero de 1975, en virtud del decreto Quo facilius de la Congregación de Propaganda Fide, la jurisdicción sobre los católicos de Bután pasó de la diócesis de Tezpur a la de Darjeeling.
El 14 de junio de 1997 la diócesis cedió una parte de su territorio para la erección de la diócesis de Bagdogra con la bula Cunctae catholicae Ecclesiae del papa Juan Pablo II.

## Estadísticas
Según el Anuario Pontificio 2022 la diócesis tenía a fines de 2021 un total de 37 320 fieles bautizados.
| Año                                                                             | Población            | Población | Población      | Sacerdotes | Sacerdotes    | Sacerdotes    | Bautizados por sacerdote | Diáconos permanentes | Religiosos | Religiosos | Parroquias |
| Año                                                                             | Bautizados católicos | Total     | % de católicos | Total      | Clero secular | Clero regular | Bautizados por sacerdote | Diáconos permanentes | Varones    | Mujeres    | Parroquias |
| ------------------------------------------------------------------------------- | -------------------- | --------- | -------------- | ---------- | ------------- | ------------- | ------------------------ | -------------------- | ---------- | ---------- | ---------- |
| 1950                                                                            | 1617                 | 200 000   | 0.8            | 18         | 4             | 14            | 89                       |                      | 15         | 18         | 7          |
| 1970                                                                            | 25 552               | 796 640   | 3.2            | 96         | 16            | 80            | 266                      |                      | 275        | 194        | 19         |
| 1980                                                                            | 36 931               | 2 450 000 | 1.5            | 92         | 35            | 57            | 401                      |                      | 103        |            | 34         |
| 1990                                                                            | 54 400               | 3 840 000 | 1.4            | 110        | 53            | 57            | 494                      |                      | 145        | 297        | 39         |
| 1999                                                                            | 31 300               | 3 180 000 | 1.0            | 117        | 67            | 50            | 267                      |                      | 114        | 300        | 40         |
| 2000                                                                            | 30 600               | 3 180 000 | 1.0            | 103        | 60            | 43            | 297                      |                      | 118        | 264        | 44         |
| 2001                                                                            | 33 780               | 3 715 000 | 0.9            | 108        | 63            | 45            | 312                      |                      | 81         | 272        | 49         |
| 2002                                                                            | 31 943               | 3 530 542 | 0.9            | 119        | 67            | 52            | 268                      |                      | 107        | 296        | 50         |
| 2003                                                                            | 31 943               | 3 530 542 | 0.9            | 120        | 68            | 52            | 266                      |                      | 107        | 296        | 50         |
| 2004                                                                            | 31 942               | 3 600 000 | 0.9            | 117        | 61            | 56            | 273                      |                      | 102        | 222        | 35         |
| 2006                                                                            | 33 553               | 2 331 153 | 1.4            | 100        | 55            | 45            | 335                      |                      | 90         | 319        | 35         |
| 2013                                                                            | 39 210               | 1 415 000 | 2.8            | 135        | 80            | 55            | 290                      |                      | 141        | 306        | 57         |
| 2016                                                                            | 36 583               | 1 470 000 | 2.5            | 133        | 78            | 55            | 275                      |                      | 114        | 299        | 54         |
| 2019                                                                            | 36 808               | 1 503 730 | 2.4            | 152        | 84            | 68            | 242                      |                      | 138        | 291        | 58         |
| 2021                                                                            | 37 320               | 1 535 370 | 2.4            | 147        | 83            | 64            | 253                      |                      | 98         | 286        | 60         |
| Fuente: Catholic-Hierarchy, que a su vez toma los datos del Anuario Pontificio. |                      |           |                |            |               |               |                          |                      |            |            |            |

## Episcopologio
- Jules Émile Douénel, M.E.P. † (19 de febrero de 1929-8 de abril de 1937 renunció)
- Aurelio Gianora, C.R.A. † (14 de mayo de 1937-8 de agosto de 1962 renunció)
- Eric Benjamin † (8 de agosto de 1962-12 de mayo de 1994 falleció)
  - Sede vacante (1994-1997)
- Stephen Lepcha, desde el 14 de junio de 1997